# Ion Dumitrescu-Borșa
Ion Dumitrescu-Borșa (ur. 14 września 1899 r. w Bălcești w Rumunii, zm. ?) – rumuński duchowny, nacjonalistyczny publicysta, pisarz i działacz polityczny.
Ukończył studia na wydziale teologicznym uniwersytetu w Bukareszcie. Był duchownym w Maramureș, gdzie został aresztowany i wkrótce zwolniony. W 1930 r. związał się z nacjonalistycznym ruchem legionowym, kierowanym przez Corneliu Zelea Codreanu. W 1935 r. został sekretarzem generalnym Żelaznej Gwardii. Pod koniec 1936 r. wraz z kilkoma innymi działaczami wyjechał do ogarniętej wojną domową Hiszpanii, gdzie wstąpił do wojsk nacjonalistycznych gen. Francisco Franco. W 1937 r. powrócił do Rumunii. Był kandydatem do parlamentu rumuńskiego w wyborach grudniowych. Pisał artykuły dla różnych pism. Był też autorem książki pt. Cal troian intra muros. Memorii legionare, upamiętniającej śmierć pod Madrytem 2 czołowych działaczy Żelaznej Gwardii: Vasile Marina i Iona I. Moțy. Wskutek represji wobec działaczy legionowych w 1938 r. zbiegł do Polski, a następnie do Niemiec, gdzie w maju 1939 r. w Berlinie współzorganizował emigracyjne dowództwo legionowe. Wkrótce skonfliktował się jednak z Horią Simą, z powodu czego został usunięty z władz ruchu legionowego. Po objęciu władzy przez komunistów w Rumunii w 1945 r., uwięziono go i poddano brutalnemu śledztwu. Następnie przeszedł tzw. reedukację.